# Pseudokuzicus acinacus
Pseudokuzicus acinacus är en insektsart som beskrevs av Shi, F-m., S.-l. Mao och Y.-l. Chang 2007. Pseudokuzicus acinacus ingår i släktet Pseudokuzicus och familjen vårtbitare. Inga underarter finns listade i Catalogue of Life.